# Храм Илии Пророка (Тула)
Храм Илии Пророка — православный храм, кафедральный собор Тулы с 1924 по 1943 год.

## История
Впервые, как деревянный храм, Ильинская церковь упоминается в писцовых книгах 1627—1628 годов. В нём находились пределы в честь Святых Бориса и Глеба и великомученицы Екатерины. В 1739 началось строительство нового каменного храма. Строительство финансировали купцы Яков Лисицын и Харитон Антонов Пастухов.

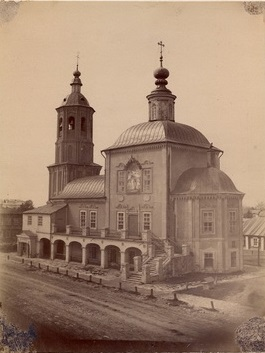
Фото конца XIX века

В 1760 году был построен каменный двухэтажный храм с элементами декора в стиле барокко. Первый этаж был отапливаемым и имел придел Святой Екатерины, а второй — холодным, с приделами пророка Илии, Казанской иконы Божией Матери и Святых Бориса и Глеба. Крыша была покрыта листовым железом, окрашенным в медный цвет. В алтаре второго этажа пол был каменным, а на перовом этаже — деревянным. К храму была пристроена деревянная колокольня с семью колоколами. Окна в храме были дубовыми, закрытые железными решётками. Святой престол и жертвенник были сделаны из дубового дерева, верхняя доска престола из кипарисного дерева, а святой антиминс из белого атласа.
В храме хранилось много древних икон, таких как храмовый образ Пророка Илии, Спасителя, святых Бориса и Глеба, Страшного суда Божьего, Пресвятой Богородицы Страстной, по преданию дарованный храму императрицей Елизаветой Петровной. Храм был довольно богат на убранство и церковную утварь. В нём имелись медные посеребрённые паникадила, предобразные лампады, хрустальные и серебряные лампады, подсвечники из красной и жёлтой меди.
С 1884 по 1917 годы в приходе храма работало церковно-приходское училище. В конце XIX века внешний фасад храма был изменён и приобрёл черты русского стиля.
С 1924 по 1943 год храм был кафедральным собором Тулы. Во время Великой Отечественной войны в храме был столярный цех, в конце 1980-х там располагалась швейная мастерская, а в начале 1990-х годов — Центральное конструкторское бюро.
1 марта 2006 году храм возвращён верующим, а 2 августа там состоялась первая служба, которую провёл  архиепископ Тульский и Белёвский Алексий. Сейчас в храме ведутся восстановительные работы.